# Raggruppamento Ellenico
Raggruppamento Ellenico (in greco moderno: Ἑλληνικὸς Συναγερμός - ΕΣ, trasl. Ellīnikòs Synagermós - ES) è stato un partito politico greco di orientamento conservatore fondato nel 1951 da Alexandros Papagos, in seguito ad una scissione dal Partito Populista.
Papagos costituì l'ES prendendo spunto dal movimento fondato dal generale De Gaulle in Francia negli anni '40, e riuscì a raccogliere al suo interno la quasi totalità della destra monarchica greca. Il fronte unico dei monarchici da lui guidato, grazie alla vittoria elettorale del '52, scalzò i politici di centro dal governo del paese, e portò Papagos a diventare primo ministro. Il generale morì in carica nel 1955, e fu sostituito alla guida dell'ES da Kōnstantinos Karamanlīs.
Nel 1956, sotto la guida di Kōnstantinos Karamanlīs, dette vita all'Unione Radicale Nazionale.

## Risultati
| Elezione          | Voti    | %     | Seggi     |
| ----------------- | ------- | ----- | --------- |
| Parlamentari 1951 | 624.316 | 36,51 | 114 / 258 |
| Parlamentari 1952 | 783.541 | 49,22 | 247 / 300 |